# ブルース原子力発電所
ブルース原子力発電所（ブルースげんしりょくはつでんしょ、英: Bruce Nuclear Generating Station）は、カナダの原子力発電所であり、オンタリオ州インバーヒューロン(en:Inverhuron)とティバートン(Tiverton)とに位置している。ブルース発電所の名前は、発電所が所在するブルース郡から取られた。
柏崎刈羽原子力発電所が完成するまでは世界最大の出力を持つ原子力発電所であった。

## 概要
ブルース発電所は、1970年から1987年にかけて、オンタリオ・ハイドロ公社 (en:Ontario Hydro) によって建設された。1999年4月に、オンタリオ・ハイドロ公社は、すべての発電所を引き継いだオンタリオ・パワー・ジェネレーション社 (OPG) を含む5社の公社に分割された。2000年6月には、OPGはブルース・パワー社 (en:Bruce Power) とのブルース発電所の運用の引き継ぎについての長期リースの合意を成立させた。2001年5月にブルース・パワー社は運用を開始した。
ブルース原子力発電所は北米で最大の原子力施設であり、世界で二番目の出力を持つ原子力発電所である。8基のCANDU炉を持ち、ヒューロン湖の東岸に位置している。すべての炉で発電を行ったときの最大出力は6,232MW (ネット値)、7,276MW (グロス値) である。現在の最大出力は8基中6基しか発電できないため4,640MWである。世界最大の原子力発電所は柏崎刈羽原子力発電所であり、その出力は8,206MW (グロス値) である。ブルース発電所はオンタリオ州南部に多数の500kV送電線を配しており、いくつかの230kV送電線をブルース郡に配している。

## 発電設備

### Bruce A
| 原子炉  | 炉形式  | 出力(MW) | 出力(MW) | 建設開始  | 電源網 投入 | 発電開始  | 備考                   |
| 原子炉  | 炉形式  | ネット値 | グロス値 | 建設開始  | 電源網 投入 | 発電開始  | 備考                   |
| ------- | ------- | -------- | -------- | --------- | ----------- | --------- | ---------------------- |
| Bruce-1 | CANDU炉 | 769      | 825      | 1971/6/1  | 1977/1/14   | 1977/9/1  | 1997/10/16より長期休止 |
| Bruce-2 | CANDU炉 | 769      | 805      | 1970/12/1 | 1976/9/4    | 1977/9/1  | 1995/10/8より長期休止  |
| Bruce-3 | CANDU炉 | 750      | 805      | 1972/7/1  | 1977/12/12  | 1978/2/1  | -                      |
| Bruce-4 | CANDU炉 | 750      | 542      | 1972/9/1  | 1978/12/21  | 1979/1/18 | -                      |

### Bruce B
| 原子炉  | 炉形式  | 出力(MW) | 出力(MW) | 建設開始 | 電源網 投入 | 発電開始  | 備考 |
| 原子炉  | 炉形式  | ネット値 | グロス値 | 建設開始 | 電源網 投入 | 発電開始  | 備考 |
| ------- | ------- | -------- | -------- | -------- | ----------- | --------- | ---- |
| Bruce-5 | CANDU炉 | 790      | 840      | 1978/6/1 | 1984/12/2   | 1985/3/1  | -    |
| Bruce-6 | CANDU炉 | 822      | 891      | 1978/1/1 | 1984/6/26   | 1984/9/14 | -    |
| Bruce-7 | CANDU炉 | 806      | 840      | 1979/5/1 | 1986/2/22   | 1986/4/10 | -    |
| Bruce-8 | CANDU炉 | 790      | 840      | 1979/8/1 | 1987/3/9    | 1987/5/22 | -    |

## 今後の計画
2005年8月に、オンタリオ州の電力需要の増加に対処するため、ブルース・パワー社とオンタリオ州政府は、1・2号機を復帰させることに合意した。
オンタリオ州は原子力発電所を新設する計画を発表している。カナダ原子力公社の改良型CANDU炉が最有力候補である。環境アセスメントは、ティバートンではブルース・パワー社のブルース原子力発電所で、そしてオンタリオ・パワー・ジェネレーション社としてはダーリントン原子力発電所に次ぐものとして現在進行中である。
ブルース原子力発電所のために、初期のCANDU炉であるダグラス・ポイント原子力発電所が閉鎖された。